# Cossini
Cossini (en llatí Cossinius) era el nom d'una família romana originària de Tibur. Cap dels seus membres va arribar a exercir una alta magistratura de l'estat.
Els personatges més destacats van ser:
- Luci Cossini, legat de Publi Varini Glaber l'any 73 aC.
- Luci Cossini el jove, amic de Ciceró.
- Cossini, cavaller mort enverinat per error en temps de Neró.